# Bruno Platter

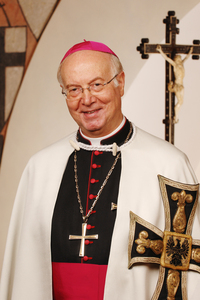
Hochmeister Bruno Platter

Bruno Johann Platter (* 21. März 1944 in Unterinn, Ritten, Südtirol, Italien) war von 2000 bis 2018 Generalabt und der 65. Hochmeister des Deutschen Ordens.

## Leben
Bruno Platter trat 1963 dem Deutschen Orden bei. Am 12. September 1964 legte er erste Profess ab und studierte Theologie. Nach der feierlichen Profess am 15. September 1969 empfing er am 29. Juni 1970 die Priesterweihe. Er wurde dem Priorat Südtirol zugeordnet und übernahm die Leitung des Deutschordenskonviktes in Bozen sowie die Leitung der Berufsgemeinschaft der Erzieherinnen und Erzieher. 1973 wurde er mit einer Arbeit über das Mischehenverbot zum Doktor der Theologie der Universität Innsbruck promoviert. Er war unter anderem als Provinzökonom tätig. Von 1974 bis 2000 war Bruno Platter zudem Kirchenrektor von St. Georg in Weggenstein, der Deutschordenskirche im Zentrum von Bozen.

## Hochmeister

Hochmeisterwappen Bruno Platters

Das Generalkapitel des Deutschen Ordens wählte Bruno Platter als Nachfolger von Arnold Wieland am 25. August 2000 in Lana zu ihrem Hochmeister, dem 65. Hochmeister seit 1198. Er empfing durch den Bischof von Bozen-Brixen, Wilhelm Egger, am 29. Oktober 2000 die Abtsbenediktion. Am 24. August 2006 und im August 2012 wurde Platter durch das in Wien tagende Generalkapitel des Ordens wiedergewählt.
Zum 600. Jahrestag der Schlacht bei Tannenberg am 15. Juli 2010, die den Niedergang der Ordensherrschaft im Osten einleitete, wurde vom polnischen Präsidenten Bronisław Komorowski mit Platter erstmals ein Hochmeister zur jährlichen Gedenkfeier nach Grunwald eingeladen.
Als Hochmeister des Deutschen Ordens war er dem Papst direkt unterstellt und hatte seinen Dienstsitz im Deutschordenshaus in Wien. Eine Woche vor dem Wahlkapitel des Ordens im August 2018 kündigte Platter an, dass er – aufgrund seines Alters – für keine weitere Amtszeit als Hochmeister mehr zur Wahl stünde. Am 22. August 2018 legte er sein Amt nieder, worauf unmittelbar die Wahl seines Nachfolgers Frank Bayard folgte.